# Sophronica ochreicollis
Sophronica ochreicollis là một loài bọ cánh cứng trong họ Cerambycidae.